# Tóth Kálmán (bibliográfus)
Tóth Kálmán (Brassó, 1910. július 8. – Vama Veche, 1962. augusztus 30.) erdélyi magyar bibliográfus.

## Életútja
Középiskoláit szülővárosában végezte, majd 1928–33 között a kolozsvári Kereskedelmi Akadémia hallgatója volt, ahol kémia–fizika szakból kereskedelmi tanári diplomát is szerzett. Ezután ipari kémiai tanulmányok folytatására a brünni Műegyetemre ment, itt került közelebbi kapcsolatba a könyvtárügy problémáival, amelyek egy életre meghatározták érdeklődésének irányát. Még csehországi tanulmányi éve alatt eljutott Bécsbe, ahol tovább fejlesztette könyvtárosi szakismereteit. 1934-ben tért haza, s a kolozsvári Unitárius Kollégium könyvtárosa lett. Ebben a beosztásában kerül sor újabb – tudását főképp a „muzeális” könyvanyag feldolgozása irányában tökéletesítő – tanulmányútjaira Lipcsében, Münchenben és Erlangenben, majd a közművelődési és munkáskönyvtárak szervezésének kérdéseivel foglalkozva, 1935–36-ban Budapesten. Közben eredeti szakmájában is tovább képezte magát: 1941-ben közgazdász oklevelet szerzett, 1948-ban közgazdaságtanból doktorált.
1941-től (katonai szolgálat és hadifogság miatt 1943–46 között háromévi megszakítással) a kolozsvári Egyetemi Könyvtár tudományos munkatársa, 1949-től aligazgatója, 1958–60 között ebben a minőségben tényleges vezetője volt. Fontos szerepet játszott abban, hogy sikerült eltüntetni a háború okozta veszteségek nyomait, majd abban, hogy a könyvtár a „kultúrforradalom” körülményei között is a tudományos kutatás hatékony műhelye maradt. Számos vidéki könyvtárat sikerült bementenie az általa vezetett intézmény állományának keretei közé. A két világháború közötti romániai magyar könyvkiadásra vonatkozó, valamint az erdélyi unitarizmussal és zsidósággal kapcsolatos értékes magángyűjteménye halála után a székelyudvarhelyi Tudományos Könyvtárba került.

## Munkássága
Könyvtártudományi munkásságának legjelentősebb eredménye, Makai Nyírő János 17. századi kolozsvári nyomdászról írt tanulmánya a Kelemen Lajos Emlékkönyvben (Bukarest, 1957) jelent meg. Egy másik tanulmányát (A kolozsvári Heltai nyomda válságos helyzete a XVII. század elején) a Könyvtárosok Tájékoztatója közölte (1958/1).
Könyvtári munkája mellett többek segítségével összegyűjtötte, majd összeállította az 1944–49 közötti időszakban Romániában megjelent magyar könyvek jegyzékét, amelyet hagyatékából Gábor Dénes rendezett sajtó alá (Romániai magyar könyvkiadás. 1944–1949. Kolozsvár, 1992. Romániai magyar bibliográfiák 1).